# Dżed

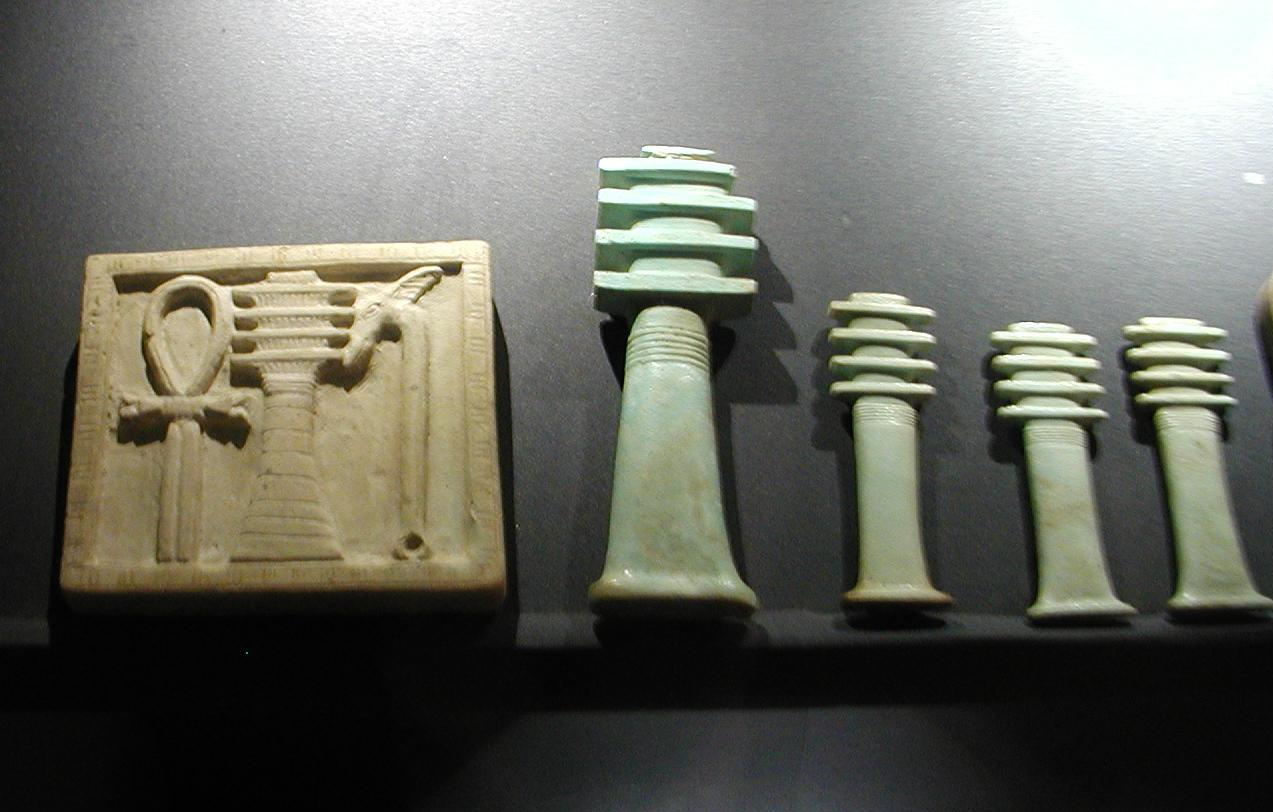
Zestaw filarów dżed ze zbiorów Muzeum Narodowego w Aleksandrii

Dżed – w starożytnym Egipcie filar (kolumna, słup), będący symbolem stabilności i trwałości, związanym z kultem Ozyrysa. Przedstawiany w postaci pionowego słupa z czterema równoległymi, poziomymi belkami w górnej części, interpretowany był jako uschematyzowany kręgosłup bóstwa.
W opinii badaczy był prehistorycznym fetyszem, którego znaczenie nie jest całkowicie wyjaśnione (domniemane też stylizowane wyobrażenie bezlistnego drzewa lub karbowany słup). Pierwotnie mógł być np. palem z przywiązanymi warstwowo kłosami zboża, odgrywającym istotną rolę w wiejskich obrzędach związanych z urodzajem i płodnością natury. Jako znak mocy mógł w ten sposób symbolizować siłę tkwiącą w życiodajnym dla ludzi zbożu.

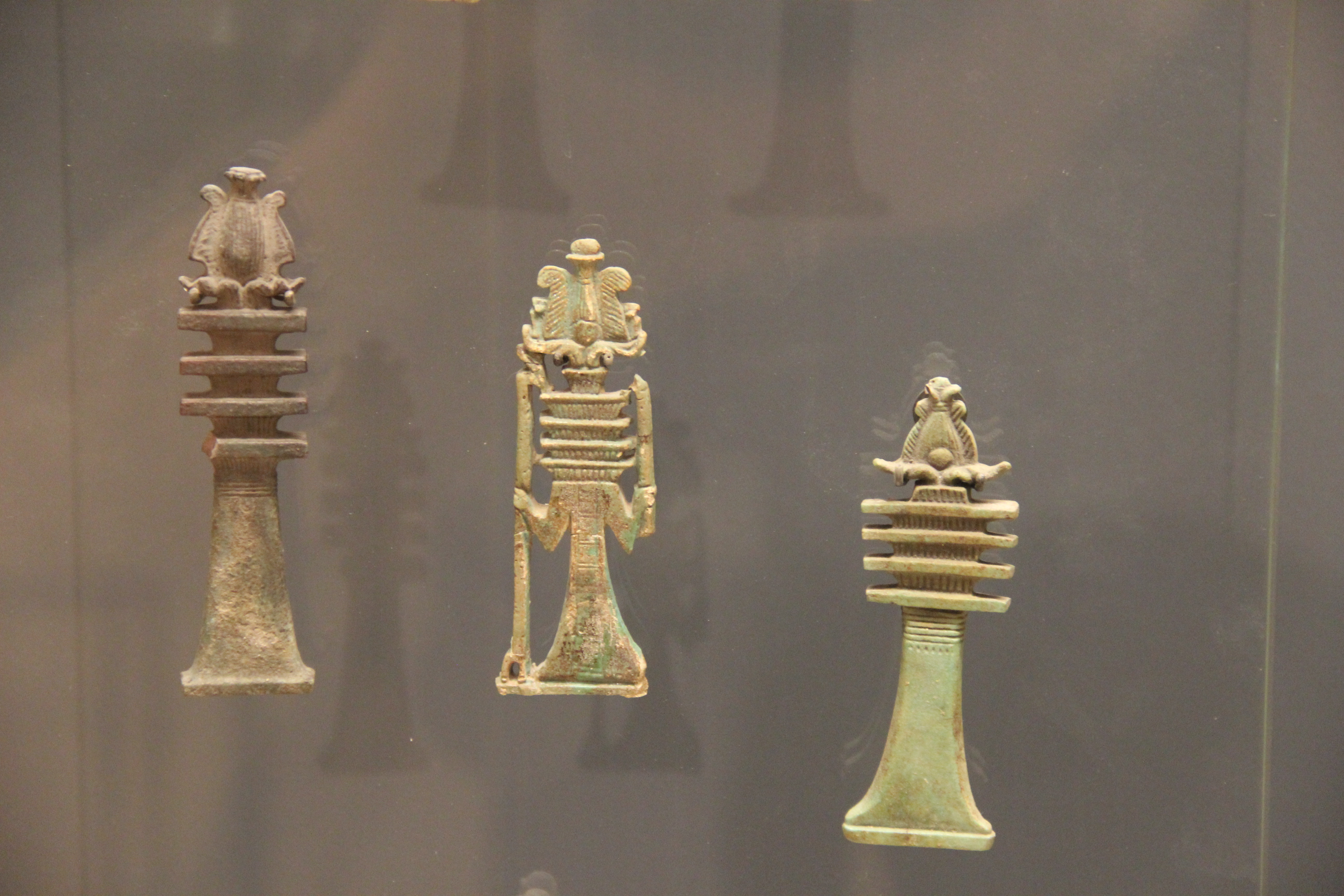
Amulety dżed zdobione ozyriacką koroną (atef)

W późniejszym czasie przekształcił się w ogólny symbol trwania i niezmienności, i jako taki włączony został również do systemu znaków pisma hieroglificznego. Przetworzenie pradawnego fetysza w jeden z symboli Ozyrysa (jako jego kręgosłupa) miało nastąpić poprzez późniejsze utożsamienie go z bóstwem nekropolii Sokarisem, którego już wcześniej identyfikowano z głównym bogiem memfickim Ptahem, określanym mianem „Czcigodnego Dżeda”. W tradycji ozyriackiej filar dżed na trwałe wszedł do symboliki staroegipskich zaświatów, należąc do rzędu rytualnych ozdób zmarłych.
Stosowany był jako częsty motyw dekoracyjny, popularny również jako skuteczny osobisty amulet. Odbywająca się dorocznie w Busiris ceremonia ustawiania filaru dżed (saha dżed) przez władcę z okazji jubileuszu panowania (tzw. święta heb sed), stanowiła ważną część misteriów ozyriańskich (w istocie wiele czynności władca wykonywał jedynie symbolicznie, a kolumnę podnosili na linach dworzanie). Ten powstały faktycznie w Memfis rytuał, sakralnie symbolizując zwycięstwo Ozyrysa nad wrogim mu Setem, ceremonialnie podkreślał też nadzieję na trwałość władzy królewskiej. 
Od nazwy tego filaru pochodzi nazwa miasta Dżedu (Busiris, Abusir Bana), głównego ośrodka kultu Ozyrysa, miejsca corocznych misteriów ku czci bóstwa.